# Белл, Джон (хирург)
Джон Белл (англ. John Bell; 12 мая 1763, Эдинбург — 15 апреля 1820, Рим) — шотландский хирург. Брат физиолога Чарлза Белла.

## Биография
Родился 12 мая 1763 года в Эдинбурге, старшим братом Чарлза Белла. После изучения медицины в Эдинбургском университете, открыл в 1790 году частном анатомическом театре чтение лекций. С 1793 по 1795 годы опубликовал книгу «Discourses on the Nature and Cure of Wounds». Считается основоположником циркуляторной системы вместе с Пьером-Жозефом Дезо и Джоном Хантером.
В 1800 году участвовал в споре с профессором медицины Джеймсом Грегори и выступил с критикой обычая, согласно которому стипендиаты Королевского колледжа хирургов Эдинбурга выполняли обязанности хирургов в Королевском лазарете.
В 1816 году после падения с лошади, отправился в Рим на лечение. Умер 15 апреля 1820 года, похоронен на Римском некатолическом кладбище за надгробием Джона Китса.

## Комментарии
1. ↑  В ЭСБЕ неверная транскрипция фамилии как Белль